# Мортидо
Морти́до (от лат. mors — смерть) — термин, используемый в психоанализе для обозначения вида психической энергии, источником которой является гипотетический инстинкт смерти. Введён в 1936 году Паулем Федерном, одним из учеников Зигмунда Фрейда по следам более раннего (и поначалу оспоренного самим Фрейдом) открытия Сабины Шпильрейн, которая в середине 1910-х годов впервые ввела в классический психоанализ деструктивное понятие «инстинкт смерти».
В дальнейшем исследованием данной темы занимался другой ученик Фрейда — Эрик Берн. Определённой деталировкой идеи мортидо выступает разграничение влечения к смерти как желания, ориентированного на самоуничтожение (мортидо), и гипотетического деструктивного инстинкта агрессии, ориентированного на убийство других (деструдо). В этом контексте многие люди смешивают понятие мортидо с более узким термином деструдо или же, напротив, с танатосом, являющимся более широким понятием, включающим в себя как мортидо, так и деструдо.

## Краткая характеристика
Согласно классической теории психоанализа, в основе человеческой личности лежат два фундаментальных побуждения: креативное (либидо) и деструктивное (мортидо). Эго-либидо переживается как приятно знакомое, в то время как мортидо переживается как боль, потенциальная опасность и некое неизвестное, вселяющее страх.
До сих пор ни один психоаналитик, в том числе и сам Федерн, не сумел создать модель психического аппарата, в котором сосуществовали бы эти два разнонаправленных инстинкта и два противоположных вида психической энергии. Понятие мортидо и сопряжённое с ним — деструдо, так и не закрепились в широком дисциплинарном обороте.
В то же время, несмотря на то, что современные биологические наблюдения не подтверждают существования мортидо, данный концепт составляет значимый фрагмент многочисленных теорий агрессии, трактующих последнюю как проекцию врожденного саморазрушительного влечения людей.

## Использованная литература
- Новейший философский словарь
- Палмер Дж. и Л. (2006). Секреты поведения Homo Sapiens. Эволюционная психология. — Прайм-тайм. Еврознак